# Шеріл Блоссом
Шеріл Марджорі Блоссом — одна із головних героїв підліткової драми Рівердейл на The CW (телеканал), роль якої виконує актриса Меделін Петш. Вона залишаєть головною героїнею протягом всіх 4-ьох сезонів. У серіалі виступає, як учениця старшої школи Рівердейлу, яка очолює черлідерський шкільний гурток River Vixent (Лисиці Рівера). На перший погляд здається, що характер у неї, як у холодної безпочуттєвої стерви, але згодом переконуємося, що це не зовсім так, а уся її поведінка пояснюється самотністю і горем за втратою брата.
До близьких родичів Шеріл Блоссом у серіалі належать її брат Джейсон Блоссом, мати Пенелопа Блоссом, батько Кліффорд Блоссом і бабуся Роуз Блоссом
В 1 серії 1 сезону стає відомо, що Джейсон Блоссом помер. Всі вважали, що він потонув під час прогулянки на човні з Шеріл 4 липня, але розгадка була набагато складнішою ніж всі очікували. За розслідування взялися однокласники Шеріл Блоссом — Бетті Купер (Лілі Рейнгарт) і Джагхед Джонс (Коул Спроус). Виявилося, що Джейсон Блоссом був вбитий 11 липня власним батьком Кліффордом.

## Ім'я
Повне ім'я персонажа - "Cheryl Marjorie Blossom". Річ у тому, що її ім'я "Cheryl Blossom" перегукується з висловом «Cherry Blossom» і таким чином є англійською грою слів. «Cherry Blossom» дослівно означає «Вишнева Квітка» (тобто «Квітка вишневого (відтінку червоного) кольору»). Так у в англомовному світі називають рослину, більше відому під назвою «Сакура». Шеріл усіляко любить підкреслювати свою принадлежність до червоного кольору. Мало того, що вона сама «Redheir» тобто «Червоноволоса», вона ще й постійно малює свої губи яскраво-червоною помадою і носить червоний одяг. Також "Cheryl Blossom" - це канадська марка шоколадних цукерок. Шоколадні цукерки асоціюються переважно із жіночністю та жінками. Прізвище Шеріл «Blossom» означає «Квітка», що також асоціюється із жіночність та жінками. Таким чином, ім'я Шеріл Блоссом підкреслює як Червоність Шеріл, так і її Жіночність.

## Серіальна Шеріл

### Родовід Шеріл Блоссом
- Блоссом, предок Блоссомів і Куперів
  -  Бенджамін Блоссом, який знайшов Корону Ірода
  -  Барнабас Блоссом, Засновник Рівердейлу
    -  Блоссом—Купер, Засновник роду Куперів
      -  Купер, брат Рівердейлського Різника
      -  Луїс Купер, Рівердейлський Різник
        -  Купер, брат Гарольда Купера
        -  Гарольд Купер, Чорна Маска
          -  Поллі Купер, кузина Шеріл Блоссом
          -  Елізабет Купер, кузина Шеріл Блоссом

- -     -  Блоссом, Засновник роду Блоссомів
      -  Блоссом, двоюрідний дід Джейсона і Шеріл Блоссомів
      -  Блоссом, дід Джейсона і Шеріл Блоссомів
        -  Клавдій Блоссом, дядько Джейсона і Шеріл Блоссомів
        -  Кліффорд Блоссом, батько Джейсона і Шеріл Блоссомів
          -  Джейсон Блоссом, брат Шеріл Блоссом
          -  Шеріл Блоссом, сестра Джейсона Блоссома

## Релігія
Про релігію Шеріл перші два сезони не уточнюється окрім того, що її брата ховали за християнським обрядом (проте не відомо чи це був католицький чи протестанський обряд), а також, що вона святкує Різдво разом з іншими мешканцями Рівердейлу, з чого можна зробити висновок, що її релігія - Світське Християнство.
У другому сезоні вона сповідує віру псевдокатолицької організації «Сестри Тихого Милосердя», проте потім втікає від цієї організації.
У третьому сезоні вона приєднується до Релігійного Культу Ферми, проте потім покидає його.

## Відносини

#### Шеріл Блоссом і Кліффорд Блоссом
Шеріл Блоссом любила свого батька Кліффорда Блоссома, доки не взнала, що це саме він убив її брата і свого сина Джейсона Блоссома.

#### Шеріл Блоссом і Пенелопа Блоссом
Відносини Шеріл Блоссом з її матір'ю Пенелопою Блоссом складні.

#### Шеріл Блоссом і Джейсон Блоссом
Шеріл Блоссом любила свого брата Джейсона Блоссома найбільше серед усіх членів своєї родини. Ця любов була настільки сильною, що Вероніка Лодж одного разу навіть підозрювала Шеріл і Джейсона Блоссомів в Інцесті. Шеріл і Джейсон були близнюками, і як це часто буває з блюзнюками - постійно проводили час разом. Шеріл Блоссом щиро оплакувала смерть свого брата Джейсона Блоссома.

#### Шеріл Блоссом і Поллі Купер
Спочатку Шеріл Блоссом насторожено ставилася до Поллі Купер (як і Елізабет Купер до Шеріл Блоссом). Пояснюється це як давньою ворожнечою між родиною Блоссомів і родиною Куперів, так і завеликим впливом Поллі Купер на її брата Джейсона Блоссома. Проте, коли Шеріл Блоссом взнала, що Поллі Купер вагітна дітьми Джейсона Блоссома (тобто її племмінниками) - відносини між ними покращилися.

#### Шеріл Блоссом і Елізабет Купер
Спочатку Шеріл Блоссом насторожено ставилася до Елізабет Купер (як і Елізабет Купер до Шеріл Блоссом). Пояснюється це давньою ворожнечою між родиною Блоссомів і родиною Куперів. Проте, коли Шеріл і Бетті взнали, що Блоссоми і Купери - родичі, а Купери просто бічна гілка Блоссомів - відносини між ними покращилися. Шеріл постійно називає Бетті кузиною.

#### Шеріл Блоссом і Арчібальд Ендрюс
Відносини між Шеріл Блоссом і Арчібальдом Ендрюсом — хороші. Шеріл Блоссом таємно закохана в Арчібальда Ендрюса. Арчі вона теж подобається. Коли Шеріл втратила брата, Арчі був одним з двох, хто утішив Шеріл (іншою була Вероніка Лодж). Арчі допомагав рослідувати смерть її брата. В результаті Шеріл цілує Арчі, проте Арчі їй відмовляє у розвитку романтичних відносин, але не тому, що вона не подобається, а тому, що він уже на той час мав дівчину. Коли Арчібальду Ендрюсу пропонують номер у футбольній команді, він відмовляє, щоб не образити почуття Шеріл Блоссом, адже під цим номером раніше грав її покійний брат Джейсон Блоссом.